# Pałac arcybiskupi w Poznaniu
Pałac arcybiskupi w Poznaniu – pałac usytuowany na wyspie Ostrów Tumski przy ul. Ostrów Tumski 1 w Poznaniu. Siedziba poznańskich biskupów (od 1821 arcybiskupów) oraz Metropolitalnego Sądu Duchownego. Od 22 lutego 1960 pałac jest obiektem wpisanym do rejestru zabytków.

## Historia
Najstarsza wzmianka dotycząca poznańskiej siedziby wzniesionej przez biskupa Wojciecha Jastrzębca pochodzi z 1404. Za czasów biskupa Andrzeja z Bnina dwór został rozbudowany. W latach 1505–1508 dobudowano drugie skrzydło od strony Cybiny z fundacji biskupa Jana Lubrańskiego. W połowie XVI w. kolejnej przebudowy dokonał biskup Andrzej Czarnkowski. Rezydencja zniszczona w czasie potopu szwedzkiego, została odbudowana przez biskupów Wojciecha Tolibowskiego i Stefana Wierzbowskiego. Podczas wojny północnej dwór popadł w ruinę i został odbudowany i przebudowany za czasów biskupa Jana Tarły w 1730 według projektu Pompeo Ferrariego na barokowy pałac. Kolejne poważniejsze przebudowy miały miejsce w latach 1827–1830 oraz w II połowie XIX w. W okresie międzywojennym odbudowano jedno ze skrzydeł pałacu, zniszczone w okresie powodzi z roku 1760.  

## Opis
Pałac znajduje się na terenie rezydencji arcybiskupiej. Rezydencję tworzy położony przed pałacem od strony zachodniej reprezentacyjny dziedziniec, połączone z nim dawne zabudowania gospodarcze od wschodu i południa oraz ogród po stronie południowej. Budynek pałacu zajmuje późnoklasycystyczne skrzydło zachodnie, które swój obecny wygląd zawdzięcza przebudowie dokonanej w latach 1852–1854 z inicjatywy arcybiskupa Leona Przyłuskiego, wg projektu którego autorstwo przypisuje się Juliuszowi Salkowskiemu lub Gustavowi Schultzowi, zmodyfikowanego przez Karla Heinricha Schinkla. Wejście do budynku prowadzi przez balkonowy portyk, w którym wykorzystano wtórnie kolumny jońskie z 1829. Pod portykiem umiejscowiono dwie marmurowe rzeźby świętego Piotra i Pawła, wykonane w latach 1864–1865 przez Oskara Sosnowskiego w Rzymie. Do 1945 znajdowały się po bokach głównego ołtarza w katedrze poznańskiej. W skrzydle północnym, wzniesionym na reliktach murów z XV i XVI w. znajduje się klasycystyczna brama, z wielkim dwukolumnowym portykiem z końca XVIII w. Skrzydło to mieści m.in. Metropolitalny Sąd Duchowny. Krótkie skrzydło wschodnie powstało na początku XX w.

## Figura św. Jana Nepomucena
Na skwerze przed pałacem stoi późnobarokowa figura św. Jana Nepomucena ustawiona na rokokowym cokole. W 1957 została przeniesiona tu z Kobylegopola. Do 1957 stała przed pałacem Mycielskich (zniszczonym podczas II wojny światowej) w Kobylimpolu. Figura św. Jana Nepomucena wykonana w 1694 z piaskowca, została ufundowana przez Franciszka Skaławskiego. Odnowiona w 1890 przez hrabiego Józefa Mycielskiego, ówczesnego właściciela Kobylegopola.

## Galeria

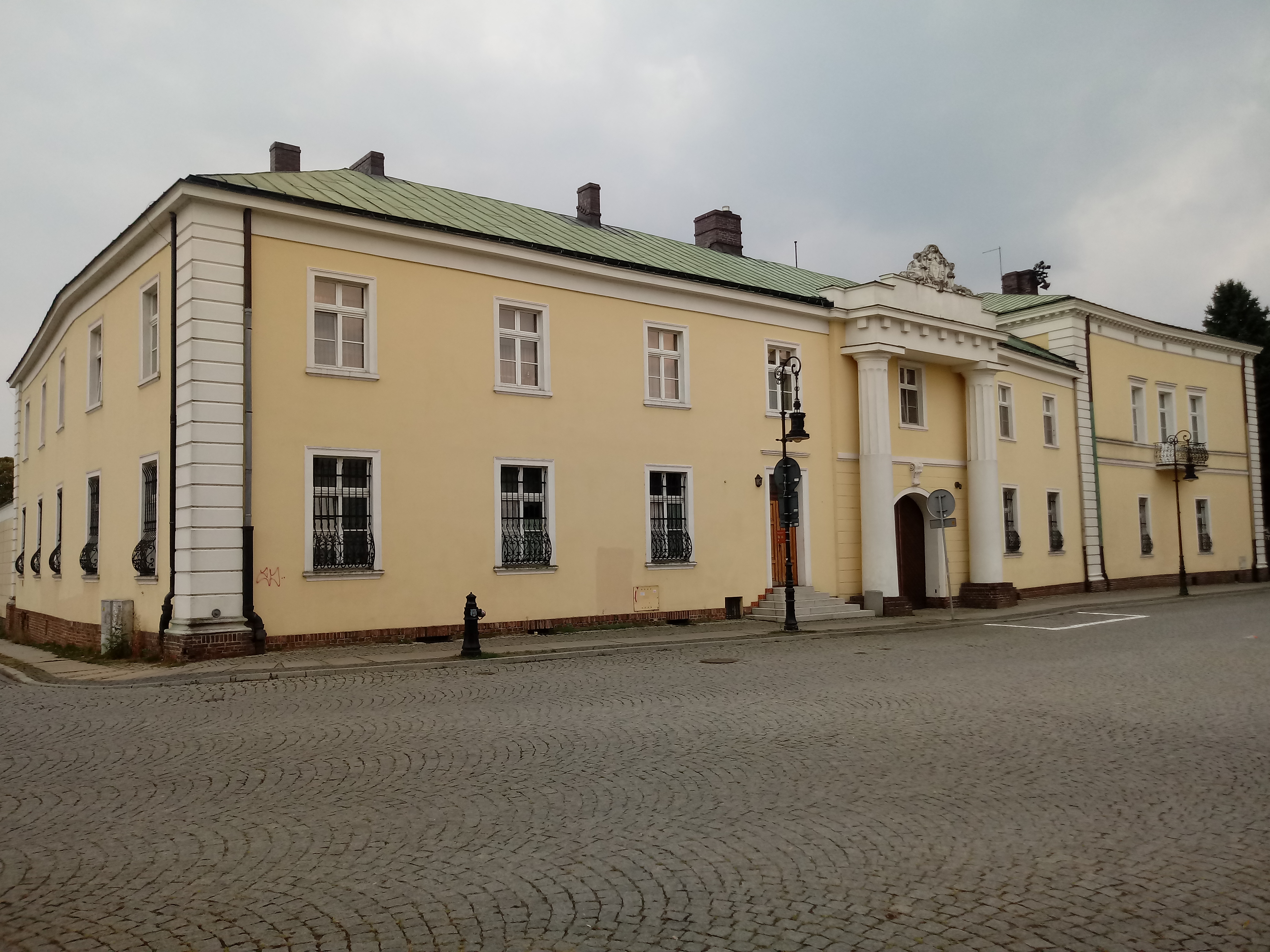
Widok od północy, ul. Ostrów Tumski
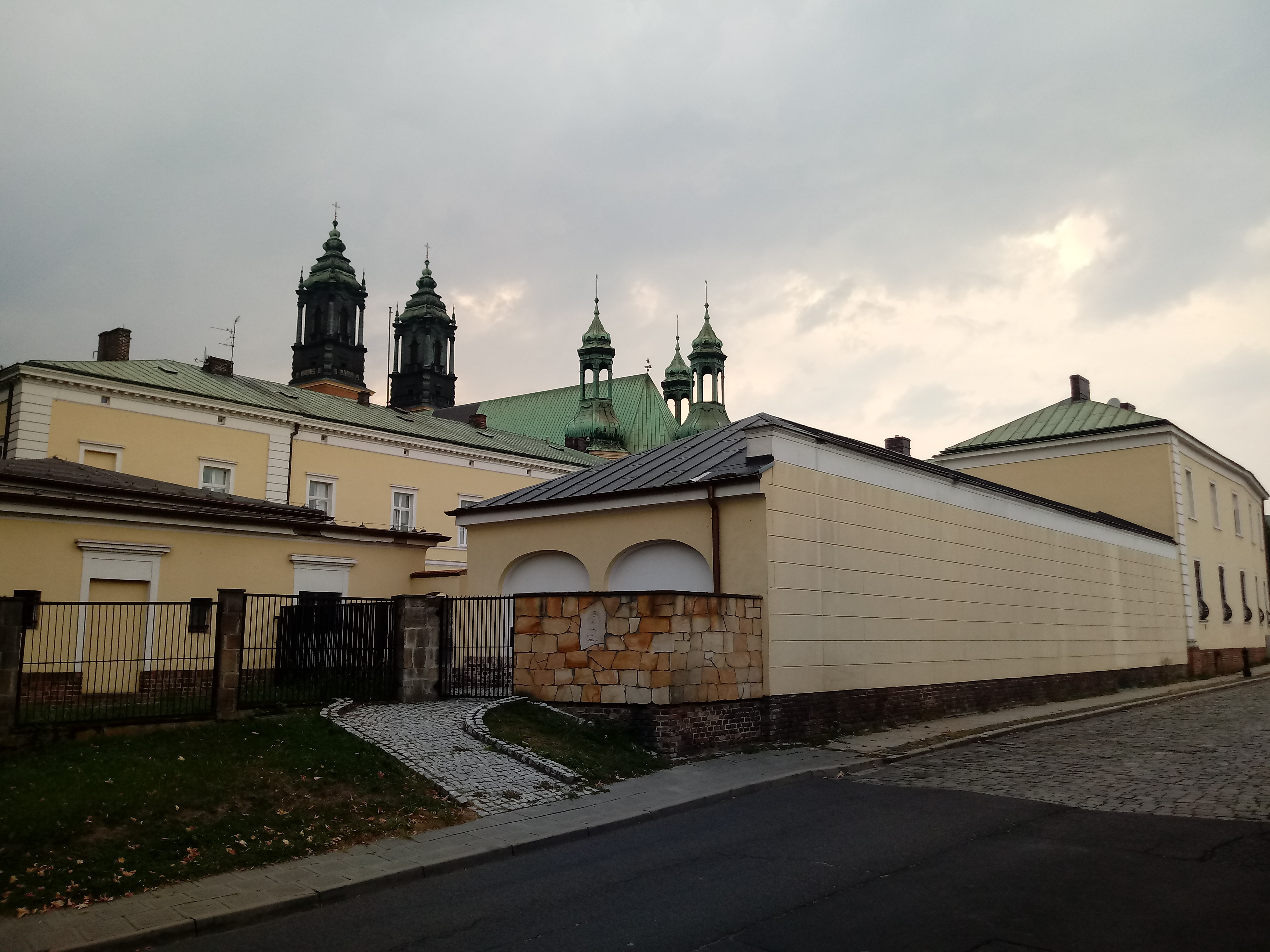
Widok od wschodu, ul. Zagórze
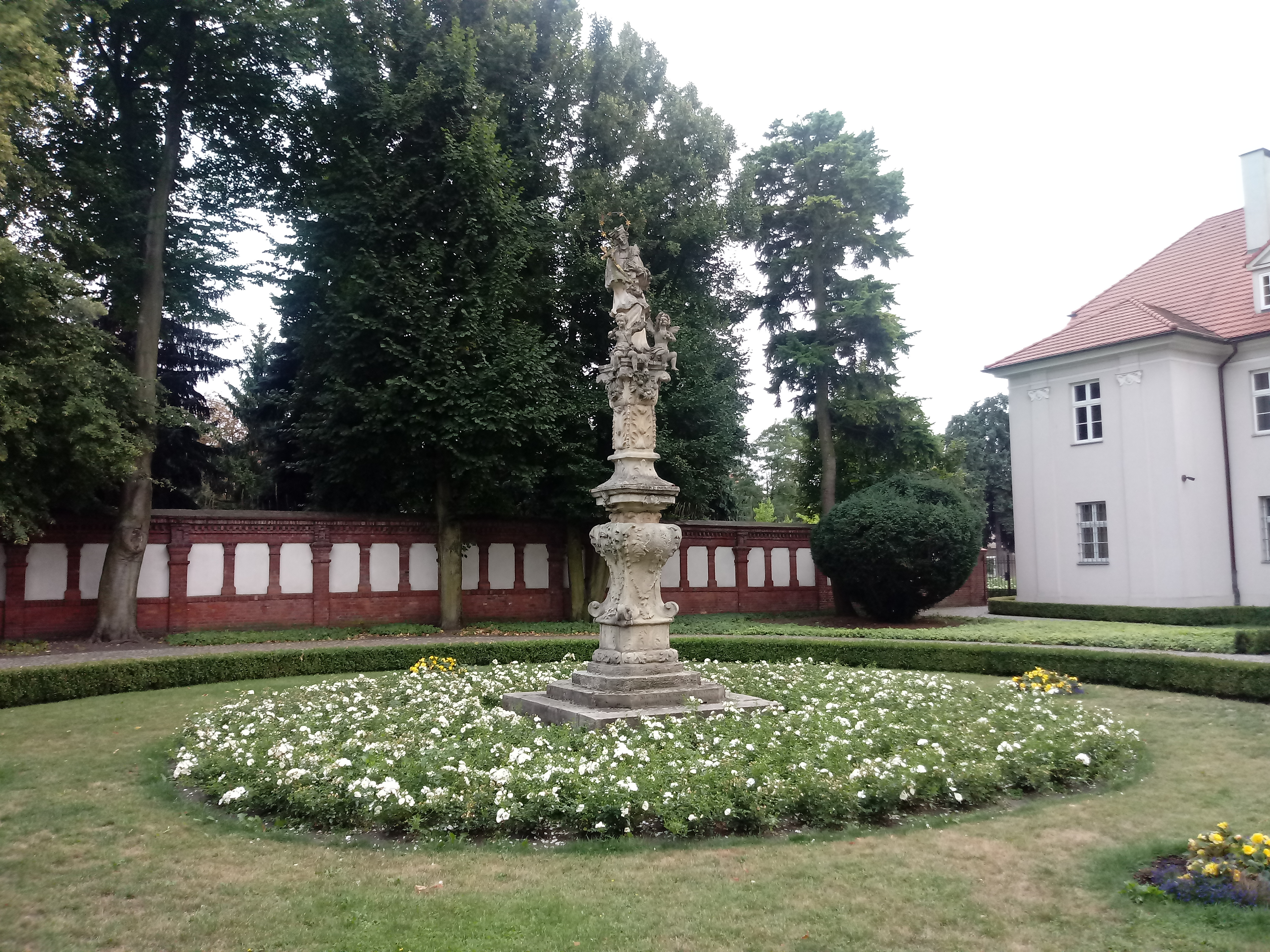
Figura św. Jana Nepomucena